# Joe Locke (Schauspieler)

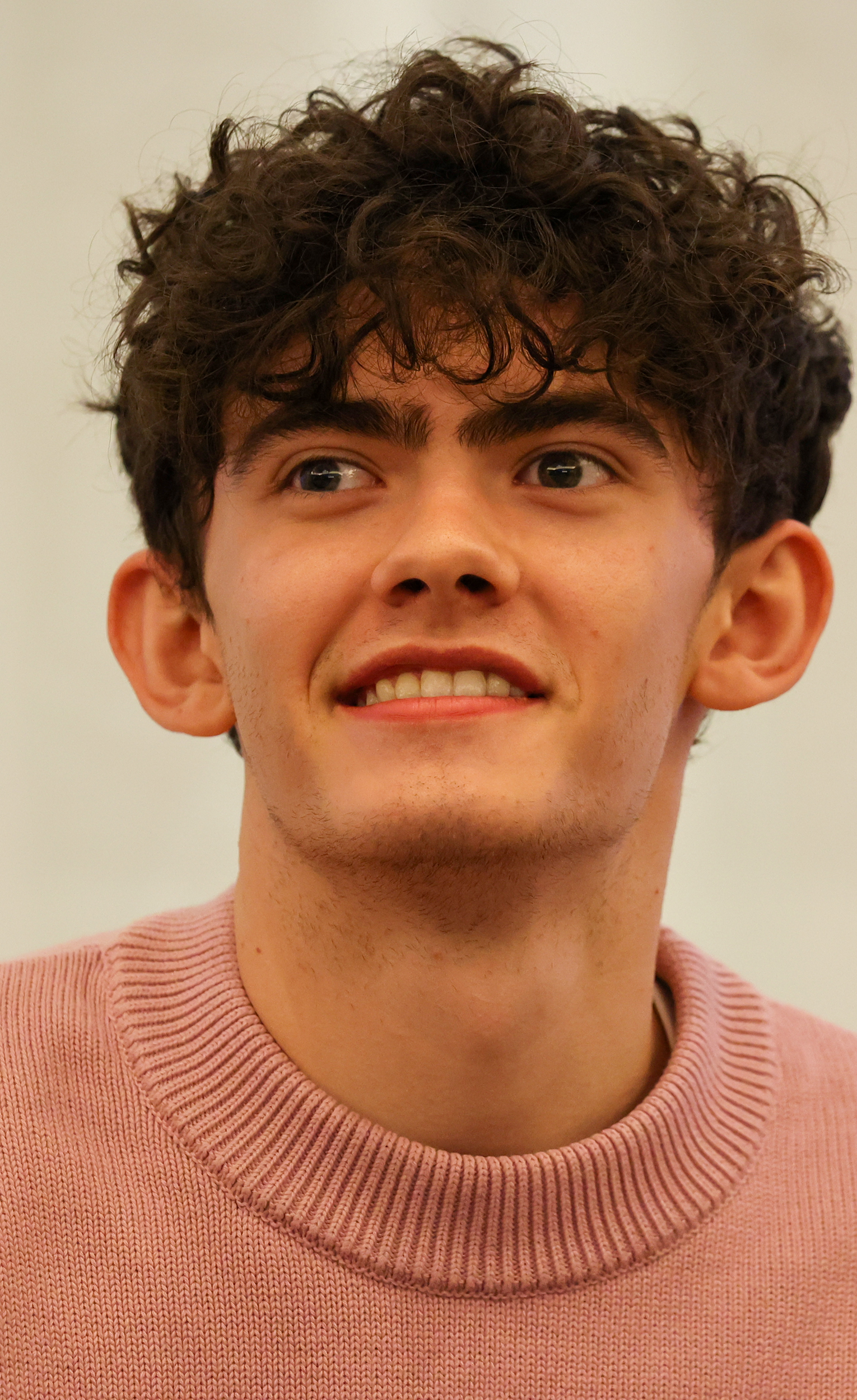
Joe Locke (2022)

Joe Locke (* 24. September 2003 in Douglas als Joseph William Locke) ist ein Manxer Schauspieler. Er ist bekannt für seine Rolle des Charlie Spring in der Netflix-Serie Heartstopper.

## Leben
Locke wurde im September 2003 in Douglas, Isle of Man geboren. Dort besuchte er die Ballakermeen High School. Im April 2022 verriet er in der Sendung This Morning des britischen Fernsehsenders ITV, dass er sich auf die A-Level-Prüfungen (Politik, Geschichte und Englisch) vorbereite. Locke hat sich selbst als homosexuell geoutet.
Beim jährlichen Pride-Festival auf der Isle of Man im August 2022 kritisierte Locke in einer Videobotschaft ein Gesetz, das homosexuellen Männern die Blutspende generell verbietet. Daraufhin kündigte Lawrie Hooper, der Gesundheitsminister der Isle of Man an, dieses Gesetz zu ändern und dem Vereinigten Königreich anzupassen, sodass monogame homo- und bisexuelle Männer Blut spenden dürfen. Mit Wirkung vom 1. Juni 2023 ist das Gesetz entsprechend geändert worden.

## Karriere
Internationale Bekanntheit erlangte Locke an der Seite von Kit Connor in der Netflix-Coming-of-Age-Fernsehserie Heartstopper, einer Adaption des gleichnamigen Webcomics und Graphic Novels von Alice Oseman, in der er seit April 2022 die Rolle des Charles „Charlie“ Spring verkörpert. Er wurde aus 10.000 anderen potenziellen Schauspielern, die sich für die Rolle beworben hatten, in einem offenen Casting ausgewählt. Während Locke zum Zeitpunkt der Dreharbeiten 17 Jahre alt war, spielt er in seiner Rolle einen 14- bis 15-jährigen Schüler eines englischen Jungengymnasiums.
Im August 2022 gab er sein Theaterdebüt im Donmar Warehouse in London, als er die Rolle des Noah in The Trials von Dawn King spielte.
Im November 2022 wurde bekannt, dass er Teil der Disney+-Serie Agatha: Coven of Chaos sein wird und verkörperte neben Hauptdarstellerin Kathryn Hahn die männliche Hauptrolle des Teenagers, später enthüllt als Billy Maximoff. Es handelt sich hierbei um ein Spin-Off der Marvel-Serie WandaVision (2021). Die Veröffentlichung war im Frühjahr 2024 erwartet worden. Später wurde die Serie in „Agatha All Along“ umbenannt und von September bis Oktober 2024 veröffentlicht.
Von Januar bis Mai 2024 spielte Locke am Broadway die Rolle des Tobias Ragg in Sweeney Todd.

## Filmografie
- 2022–2024: Heartstopper (Fernsehserie, 24 Folgen)
- 2024: Agatha All Along (Fernsehserie, 9 Folgen)

## Auszeichnungen
National Television Awards
- 2022: Nominierung in der Kategorie Rising Star in Heartstopper[16]

Saturn Award
- 2025: Nominierung in der Kategorie Bester TV-Nachwuchsschauspieler für Agatha All Along

Independent Award
- 2025: Nominierung in der Kategorie Beste Leistung in einer neuen Serie für Agatha All Along